# Norio Suzuki
Norio Suzuki (født 14. februar 1984) er en japansk fodboldspiller.
Han har spillet for flere forskellige klubber i sin karriere, herunder FC Tokyo, Vissel Kobe, Angers, Omiya Ardija og Vegalta Sendai.